# Janez Mencinger
Janez Mencinger (Brod, 26 marzo 1838 – Krško, 12 aprile 1912) è stato uno scrittore sloveno, considerato un originale scrittore-profeta e uomo saggio della letteratura slovena.

## Biografia

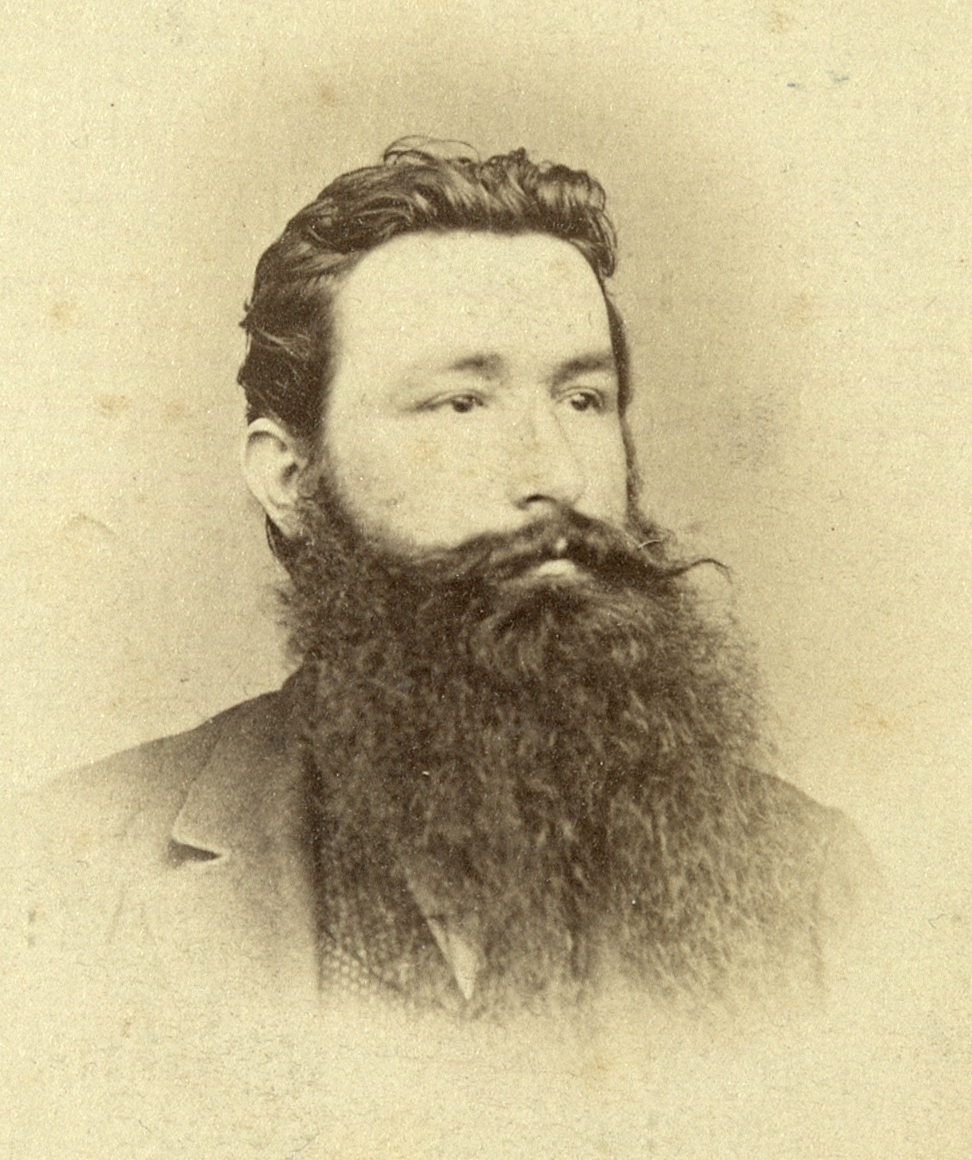
Janez Mencinger nel 1897

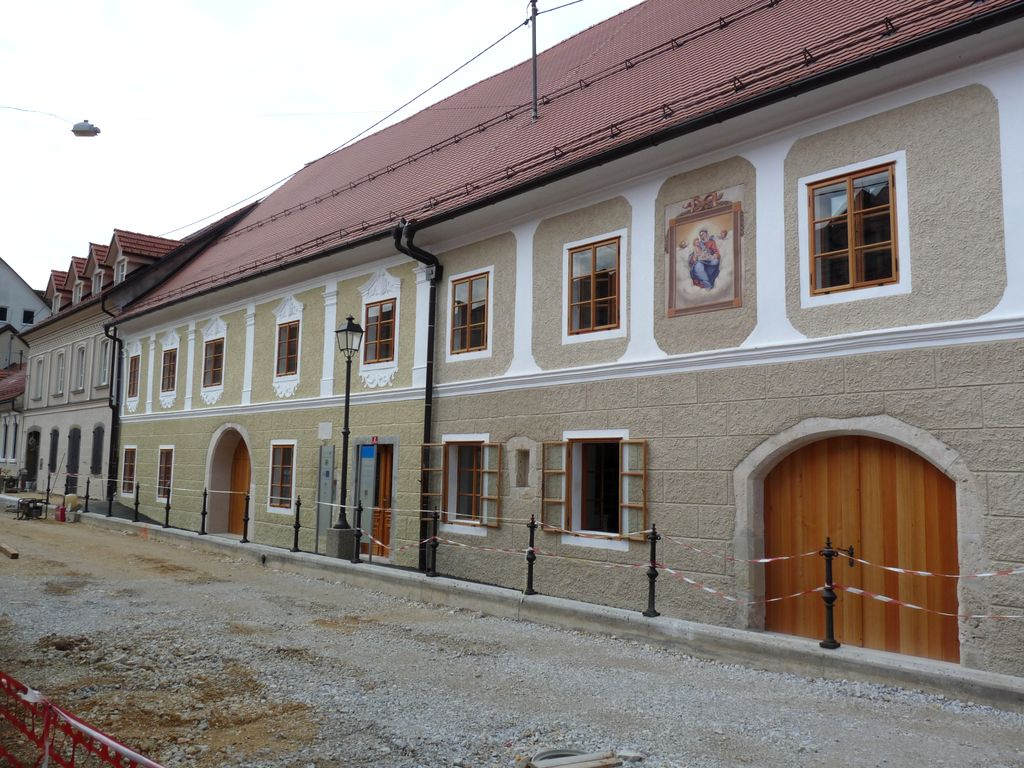
La casa di Janez Mencinger a Krško

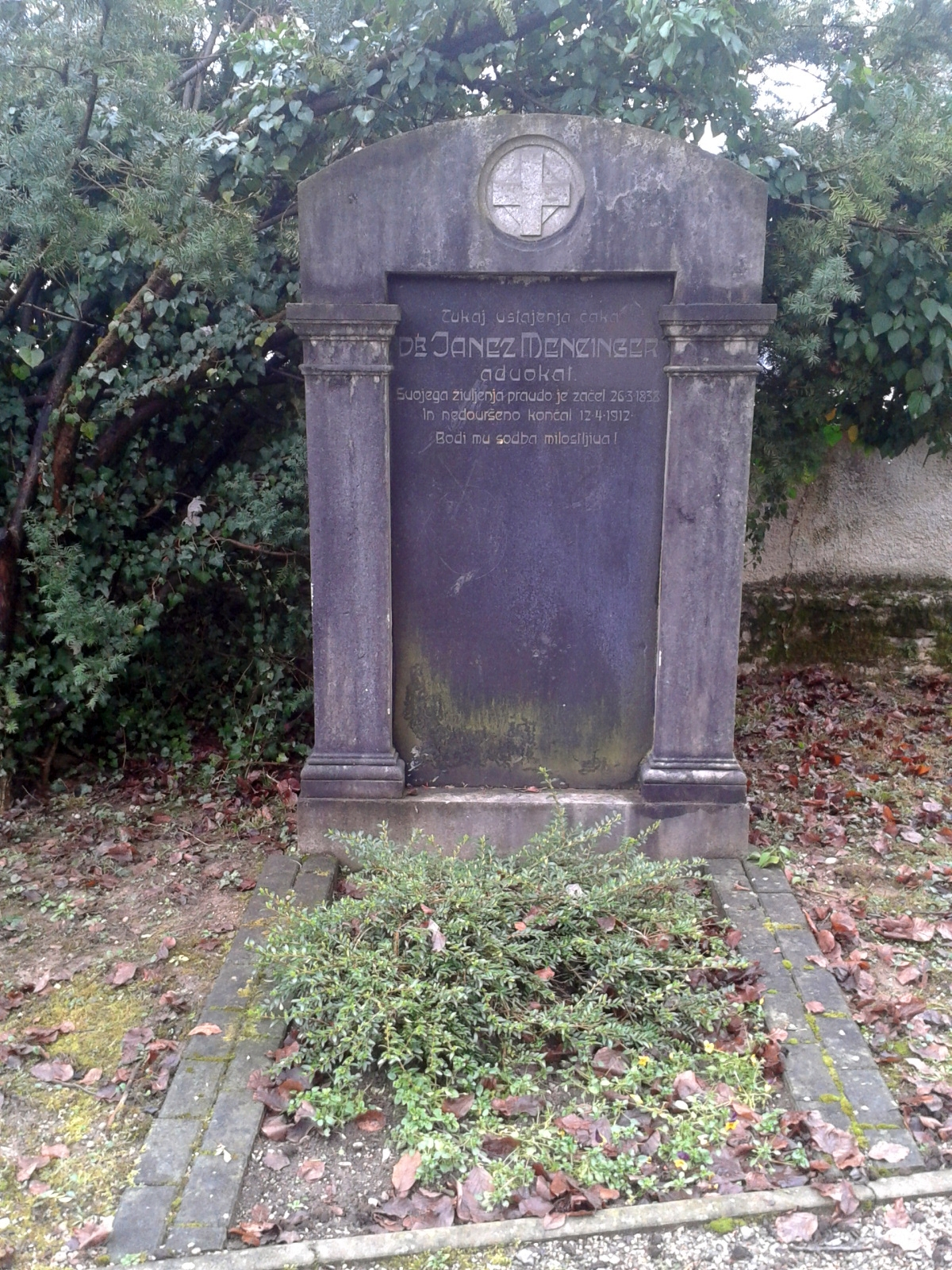
La tomba di Janez Mencinger, a Krško

Dopo aver ottenuto la maturità al ginnasio di Lubiana, Janez Mencinger si iscrisse, dal 1857, ai corsi di filologia classica e di diritto a Vienna e a Graz.
Dall'autunno del 1862 esercitò la professione di avvocato in numerose località, fino a soggiornare a Kranj, nel 1871 e infine dal 1882 a Krško.
Anche se non partecipò attivamente alla politica, Mencinger collaborò con l'amministrazione municipale, sia a Kranj sia a Krško.
Si avvicinò alla letteratura sin dai tempi del ginnasio, alternando la scrittura di opere originali alle traduzioni di numerosi autori, quali Michail Jur'evič Lermontov e Aleksandr Sergeevič Puškin.
Ai suoi esordì, Mencinger aderì prevalentemente al realismo, approfondendo soprattutto la tematica dei rapporti tra gli intellettuali di origine contadina, come era lui, e la società, con apertura ad argomenti collaterali erotici ed etici.
Tutti questi caratteri furono presenti nei racconti Jerica (1859), Vetrogončič, 1860, Povera gioventù (Bore mladost, 1862), Ricerche e prove (Skušnjave in izkušnje, 1865).
Dopo molti anni di silenzio letterario, Mencinger pubblicò la novella Signori di ogni razza (Mešana gospoda, 1881), dedicata all'ambiente piccolo-borghese di provincia.
L'ultima fase creativa di Mencinger si contraddistinse per la presenza di elementi simbolistici, oltre che del contrasto fra i suoi ideali di carità e fratellanza universale e il degrado morale contemporaneo.
Mencinger sviluppò in risposta a queste contraddizioni, un originale stile utopistico-misticheggiante, alimentato dai ricordi personali, come nel suo testamento letterario, la "favola per anziani" Abadon (1893), contenente anche alcuni presagi sulla prima guerra mondiale, e nel Il mio viaggio sul monte Tricorno (Moja hoja na Triglav, 1897), un romanzo biografico di un viaggiatore.

## Opere
- Jerica (1859);
- Vetrogončič, (1860);
- Povera gioventù (Bore mladost, 1862);
- Ricerche e prove (Skušnjave in izkušnje, 1865);
- Signori di ogni razza (Mešana gospoda, 1881);
- Abadon (1893);
- Il mio viaggio sul monte Triglav (Moja hoja na Triglav, 1897).